# Soso Maness
Soso Maness, pseudonimo di Sofien Hakim Manessour (Marsiglia, 23 marzo 1988), è un rapper francese.

## Biografia
Nato a Marsiglia da genitori algerini, ha intrapreso la propria carriera musicale nel 2010, anno in cui viene resa disponibile Tarpin, una collaborazione con L'Algérino. Ha successivamente firmato un contratto discografico con la divisione francese della Sony Music, etichetta attraverso la quale nel 2019 è uscito il primo album in studio Rescapé, che ha fatto il proprio ingresso al 49º posto nella Top Albums redatta dalla Syndicat national de l'édition phonographique. L'anno successivo ha visto la sua prima top twenty come solista nella hit parade dei singoli grazie a So Maness, certificato oro con oltre 100 000 unità di vendita, e la sua prima numero uno con Bande organisée, una collaborazione con Jul, Naps, Kofs, Elams, Solda e Houari, che ha conquistato la certificazione di diamante dalla SNEP e quella di platino dalla Belgian Entertainment Association per rispettivamente oltre 300 000 e 20 000 unità certificate in Francia e territorio belga.
Nel medesimo anno è uscito il secondo disco Mistral, classificatosi 2º nella graduatoria dei dischi francese, dove per aver distribuito oltre 50 000 unità ha conseguito l'oro, oltre a piazzarsi alla 14ª posizione nella classifica della regione francofona della Vallonia e alla 47ª nella Schweizer Hitparade. Il progetto è stato seguito dall'album Avec le temps, pubblicato nel 2021 e anch'esso certificato oro dalla SNEP, che ha frutatto al rapper la sua prima numero uno in Francia e la sua prima top five in Vallonia, nonché il suo miglior posizionamento in Svizzera. Il disco è stato trainato dagli estratti Zumba cafew, DLB 13, Les derniers marioles e Petrouchka. Quest'ultima, incisa con la partecipazione di PLK, è divenuta la hit di maggior successo dell'interprete, ponendosi al numero uno sia in Francia sia in Vallonia, e raggiungendo il 15º posto nella Schweizer Hitparade, dove la IFPI Schweiz l'ha certificata oro. In seguito a una versione registrata con RAF Camora, il brano ha fatto il proprio ingresso anche nella Ö3 Austria Top 40. A fine 2021 Petrouchka è stato il 2º singolo con la più grande quantità di unità accumulate in Francia.

## Discografia

### Album in studio
- 2019 – Rescapé
- 2020 – Mistral
- 2021 – Avec le temps
- 2022 – À l'aube

### Singoli
- 2014 – Tarpin (con L'Algérino)
- 2018 – Je rentre tôt
- 2018 – Sosorina
- 2020 – Le sang appelle le sang
- 2020 – DDD (feat. Hornet La Frappe)
- 2020 – So Maness
- 2020 – Mistral
- 2020 – Boosk'Arrah
- 2020 – Bande organisée (con Jul, Naps, Kofs, Elams, Solda e Houari)
- 2021 – Zumba cafew
- 2021 – DLB 13
- 2021 – Les derniers marioles (feat. SCH)
- 2021 – Petrouchka (feat. PLK e/o con RAF Camora)
- 2022 – Bonne année (con Zamdane)
- 2022 – Piranha
- 2022 – Crépuscule
- 2022 – À l'aube (con Dinos)
- 2022 – Cinderela (con Bianca Costa e MC Pedrinho)
- 2023 – Le haqq
- 2023 – Favel (con Leto)
- 2023 – Finish Him
- 2024 – DLB13014
- 2024 – Allez (con PLK e Naps)
- 2025 – Foudre